# Jean Orbello
Jean Orbello, né le 18 novembre 1902 à Antibes et mort le 14 septembre 1953 à Nice, est un résistant français, Compagnon de la Libération. Entré dans la résistance après l'armistice du 22 juin 1940, il organise et mène au combat des maquis dans le secteur des Alpes-Maritimes, sous couvert des Francs-tireurs et partisans puis des Forces françaises de l'intérieur.

## Biographie

### Jeunesse
Jean Orbello naît le 18 novembre 1902 à Antibes, d'un père entrepreneur en peinture et décoration. Après des études supérieures à l'école d'électricité industrielle de Paris, il effectue une préparation militaire supérieure puis effectue son service militaire d'où il sort avec le grade de lieutenant. Il devient ensuite ingénieur en électricité.

### Seconde Guerre mondiale
Lors de la mobilisation de 1939, Jean Orbello est appelé sous les drapeaux avec le grade de sous-lieutenant et participe à la bataille de France. Entendant l'appel du général de Gaulle et refusant l'armistice du 22 juin 1940, il décide d'entrer en résistance dans sa région d'origine. Pendant près de deux ans, il met en place une organisation récupérant armes et munitions et gérant un service de presse clandestine. En janvier 1942, il fond le groupe Olivier à la tête duquel il multiplie les actes de sabotage sur les fortifications et les réseaux électriques du Var et des Alpes-Maritimes. Intégré aux Francs-tireurs et partisans (FTP) en février 1943, il participe à de dangereuses attaques contre des convois ennemis et devient capitaine de la 9e compagnie de FTP. Lorsque l'Italie capitule en août 1943, il confisque à l'armée italienne une grande quantité d'armes et de munitions qu'il redistribuera aux maquis du département pour servir à la poursuite de la lutte contre les allemands.
Lorsque les FTP sont intégrés aux forces françaises de l'intérieur (FFI), Jean Orbello est nommé à l'État-Major et est chargé du recrutement et de l'organisation de milices patriotiques à Nice. En juin 1944, il devient chef du secteur nord des Alpes-Maritimes et mets sur pied de nouvelles compagnies FFI qu'il forme, équipe et mène au combat contre les Allemands. Le mois suivant, il portera assistance plus au nord au maquis du Vercors. Le 15 août 1944, lors du débarquement de Provence, il entre en contact avec l'État-Major du général Patch en tant officier chargé de la coordination entre FFI et troupes alliées. Après avoir participé à la libération de Fréjus et à celle de Nice, il intègre la 1re armée du général de Lattre avec laquelle il termine la guerre.

### Après-Guerre
Après le conflit, Jean Orbello reste en Allemagne et commande des camps de prisonniers de guerre à Bad Bergzabern et Wollmeswiller. Il est intégré à l'armée de l'air le 1er juin 1945 avec le grade de capitaine et est affecté à la 4e région aérienne d'Aix-en-Provence. Il quitte l'armée en 1946 avec le grade de commandant.
Jean Orbello meurt le 14 septembre 1953 à Nice où il est inhumé au cimetière de Caucade,.

## Décorations
|  |  |  |

| Commandeur de la Légion d'honneur | Commandeur de la Légion d'honneur | Commandeur de la Légion d'honneur | Compagnon de la Libération Par décret du 12 juin 1945 | Compagnon de la Libération Par décret du 12 juin 1945 | Compagnon de la Libération Par décret du 12 juin 1945 | Croix de guerre 1939-1945 | Croix de guerre 1939-1945 | Croix de guerre 1939-1945 |